# Mota del Cuervo
Mota del Cuervo – gmina w Hiszpanii, w prowincji Cuenca, w Kastylii-La Mancha, o powierzchni 176,18 km². W 2011 roku gmina liczyła 6370 mieszkańców.